# 推动长三角一体化发展领导小组
推动长三角一体化发展领导小组，是中华人民共和国国务院成立的国务院议事协调机构，以推进“长江三角洲区域一体化发展”。

## 沿革
2018年11月5日，在首届中国国际进口博览会开幕式上，时任中共中央总书记、中国国家主席的习近平发表主旨演讲，宣布长三角一体化上升为国家战略。11月22日、23日、30日，上海、江苏、安徽、浙江四地人大常委会会议召开会议，表决通过各地区的《关于支持和保障长三角地区更高质量一体化发展的决定》。
2019年3月5日，中国国务院总理李克强在宣读2018年政府工作报告时，提及了“将长三角区域一体化发展上升为国家战略”。
2019年5月13日，中共中央政治局召开会议，审议《长江三角洲区域一体化发展规划纲要》。7月2日，上海市人民政府市长应勇在国务院新闻办公室发布会上透露，《长江三角洲区域一体化发展规划纲要》已正式审议通过并印发。
2019年10月15日，蚌埠、黄山、六安、淮北、宿州、亳州、阜阳7个城市加入长三角城市经济协调会，至此长三角城市群扩大至全部苏浙皖沪41个城市。
2019年12月1日，中共中央、国务院正式印发《长江三角洲区域一体化发展规划纲要》。
2023年，该小组并入新组建的中央区域协调发展领导小组。

## 组成人员
组长
- 韩正（国务院副总理）

副组长
成员
（不详）

## 办事机构
国家发展和改革委员会地区经济司（简称国家发展改革委地区司），与京津冀协同发展领导小组办公室（简称京津冀协同办）合署办公，加挂国家促进中部地区崛起工作办公室牌子，是中华人民共和国国家发展和改革委员会内设机构。
国务院西部地区开发领导小组办公室、粤港澳大湾区建设领导小组办公室、推进海南全面深化改革开放领导小组办公室设在国家发展改革委，由国家发展改革委地区经济司承担日常工作。

### 职责
根据有关规定，国家发展和改革委员会地区经济司承担下列职能：
1. 推进落实区域协调发展战略，组织拟订区域规划和政策。
2. 推进实施西部开发、东北振兴、中部崛起、东部率先发展和京津冀协同发展、粤港澳大湾区建设、海南全面深化改革开放的战略、规划及重大政策，指导推进雄安新区建设，承担相关领导小组日常工作。
3. 承担国家级新区规划布局工作。协调国土整治、开发利用和保护政策。
4. 推进重点流域综合治理和流域经济发展。
5. 承担实施海洋强国战略有关工作。

### 机构设置
根据有关规定，国家发展和改革委员会地区经济司设置下列机构：
- 综合处
- 体制处
- 区域规划处
- 区域政策与区域合作处
- 推动长三角一体化发展领导小组
- 西部地区农林生态处
- 西部地区经济发展处
- 西部地区社会发展处
- 流域治理与发展处
- 扶贫开发处
- 中部地区发展处
- 中部地区政策体制处
- 京津冀协同发展处
- 粤港澳大湾区建设协调一处
- 粤港澳大湾区建设协调二处
- 海南一处
- 海南二处

### 历任领导
推动长三角一体化发展领导小组设在国家发展改革委地区经济司。历任办公室主任、副主任是：